# Hnojné
Hnojné je obec na Slovensku. Nachází se v Košickém kraji, v okrese Michalovce. Obec má rozlohu 6,81 km² a leží v nadmořské výšce 108 m. Žije zde 243 obyvatel. První písemná zmínka o obci pochází z roku 1390.